# اسکاتسبرن، ویکتوریا
اسکاتسبرن (به انگلیسی: Scotsburn) یک شهرک در استرالیا است که در ویکتوریا (استرالیا) واقع شده‌است.